# Neosztigmin
A neosztigmin egy paraszimpatomimetikumok közé tartozó, reverzibilis kolinészteráz gátló gyógyszer.
1931-ben Aeschlimann Reinert szintetizálta.

## Hatása
A neosztigmin az acetilkolin-észteráz enzim bénításával meggátolja a kolinerg idegvégződésekben keletkező acetilkolin elbomlását, és az acetilkolin stabilizálásával postganglionáris paraszimpatikus izgalmat hoz létre, valamint elősegíti az idegimpulzusok áthaladását az ideg–izom ingerületáttevődésen. Emellett a mozgató véglemezen az effektor sejteket közvetlenül is izgatja. A fizosztigminnel ellentétben nem nem jut át a vér-agy gáton, ezért a központi idegrendszerre gyakorolt hatása elenyésző.
A neosztigmin a gyomor-béltraktusban, az urogenitális rendszerben és más belső szervekben serkenti a simaizmok összehúzódását és a perisztaltikát, elősegíti a belek kiürülését és a vizeletürítést.
A hörgőket is szűkíti, ami asztmában káros lehet. Fokozza az emésztőtraktus és a légzőtraktus nyálkahártyáinak váladékképzését. Csökkenti a szívfrekvenciát és a vérnyomást. A szemen pupillaszűkületet (miosis) okoz.
A neosztigmin az ideg–izom ingerületáttevődésekben is stabilizálja az acetilkolint. Ez nagy adagokban (túladagolás) fibrilláris rángásokat, majd a depolarizáló izomrelaxánsok hatására emlékeztető bénulást okoz. Terápiás adagok neuromuszkuláris hatása elsősorban a nem depolarizáló (curare típusú) izomrelaxánsok hatásának gátlásában nyilvánul meg.

## Klinikai felhasználás
A fizosztigminhez hasonlóan használják a myasthenia gravis kezelésére. Ezenkívül a műtétek végeztével rutinszerűen alkalmazzák az altatás során adott depolarizáló izomrelaxánsok hatásának enyhítésére.

## Mellékhatások
Az acetil-kolin receptoroknak két típusa van: a muszkarinos és nikotinos típus, melyek a jellemző agonistáról kapták a nevüket.
A kolinészteráz enzim bénítása következtében stabilizálódó acetilkolin a paraszimpatikus izgalomnak megfelelő muszkarinszerű és az ideg–izom ingerületáttevődés izgalmának megfelelő nikotinszerű mellékhatásokat okozhat. A nemkívánatos muszkarinszerű hatások atropin adásával gátolhatók, illetve megelőzhetők.
Nagyobb adagok alkalmazásakor, elsősorban a nem-depolarizáló izomrelaxánsok hatásának felfüggesztése céljából adott injekció esetében a bradycardia (túl alacsony pulzusszám) és a vérnyomáscsökkenés elkerülésére céljából atropin adása szükséges.
Muszkarinszerű mellékhatások:
- Szívritmus-zavarok, EKG elváltozások, vérnyomáscsökkenés, szívmegállás.
- Hányinger, hányás, flatulencia (felfúvódás), fokozott bélműködés, hasmenés, székrekedés, hasi fájdalom.
- Fokozott nyál- és hörgőváladék-képződés, hörgőgörcs, dyspnoe (nehézlégzés), légzésdepresszió (a légzőközpont ingerlékenységének csökkenése, ami akár fulladáshoz is vezethet).
- Pupillaszűkület, diaphoresis (erős verejtékezés).

Nikotinszerű mellékhatások:
- Izomgyengeség, izomrángás, izomgörcs.
- Központi idegrendszeri hatások.
- Fejfájás, álmosság, nyugtalanság, agitatio (mozgásigénnyel járó nyugtalanság), szorongás, elmebaj, eszméletvesztés.

## Túladagolás
A kolinészteráz bénítók túladagolása súlyos izomgyengeséggel járó kolinerg krízist okozhat. Ha ezt nem ismerik fel időben, a légzőizomzat életveszélyes bénulása alakulhat ki. A túladagolás további tünete bradycardia vagy tachycardia lehet.
A túladagolás kezelésére 1–2 mg atropinszulfátot kell lassan intravénásan befecskendezni. Ez az adag a pulzusfrekvenciától függően 2-4 órás szünetekkel megismételhető.

## Készítmények
- STIGMOSAN injekció

## Fordítás
Ez a szócikk részben vagy egészben  a   Neostigmine című angol Wikipédia-szócikk fordításán alapul.  Az eredeti cikk szerkesztőit annak laptörténete sorolja fel. Ez a jelzés csupán a megfogalmazás eredetét és a szerzői jogokat jelzi, nem szolgál a cikkben szereplő információk forrásmegjelöléseként.